# Бартоломео Колеони
Бартоломео Колеони (итал. Bartolomeo Colleoni, 1400-1476) био је италијански кондотијер.

## Живот и рад
Ратовању су га учили чувени кондотијери Брачо да Монтоне (итал. Braccio da Montone), Муцио Сфорца (итал. Muzio Attendolo Sforza) и Еразмо Гатамелата (итал. Erasmo Gattamelata). У служби Млетачке републике постигао је своје највеће успехе, али је више пута прелазио на страну њених непријатеља. Венеција га је, најзад, именовала врховним командантом, чему је толико тежио. Али, сумњајући у његову лојалност, млетачка влада није му стварно поверила своју војску, већ му је поклонила богате поседе и замак Малпага, окруживши га краљевским луксузом, само да га други не би узели у своју службу.